# Giulio Del Pelo Pardi
Giulio Del Pelo Pardi (Roma, 18 gennaio 1872 – Roma, 1º agosto 1952) è stato un agronomo italiano.

## Biografia

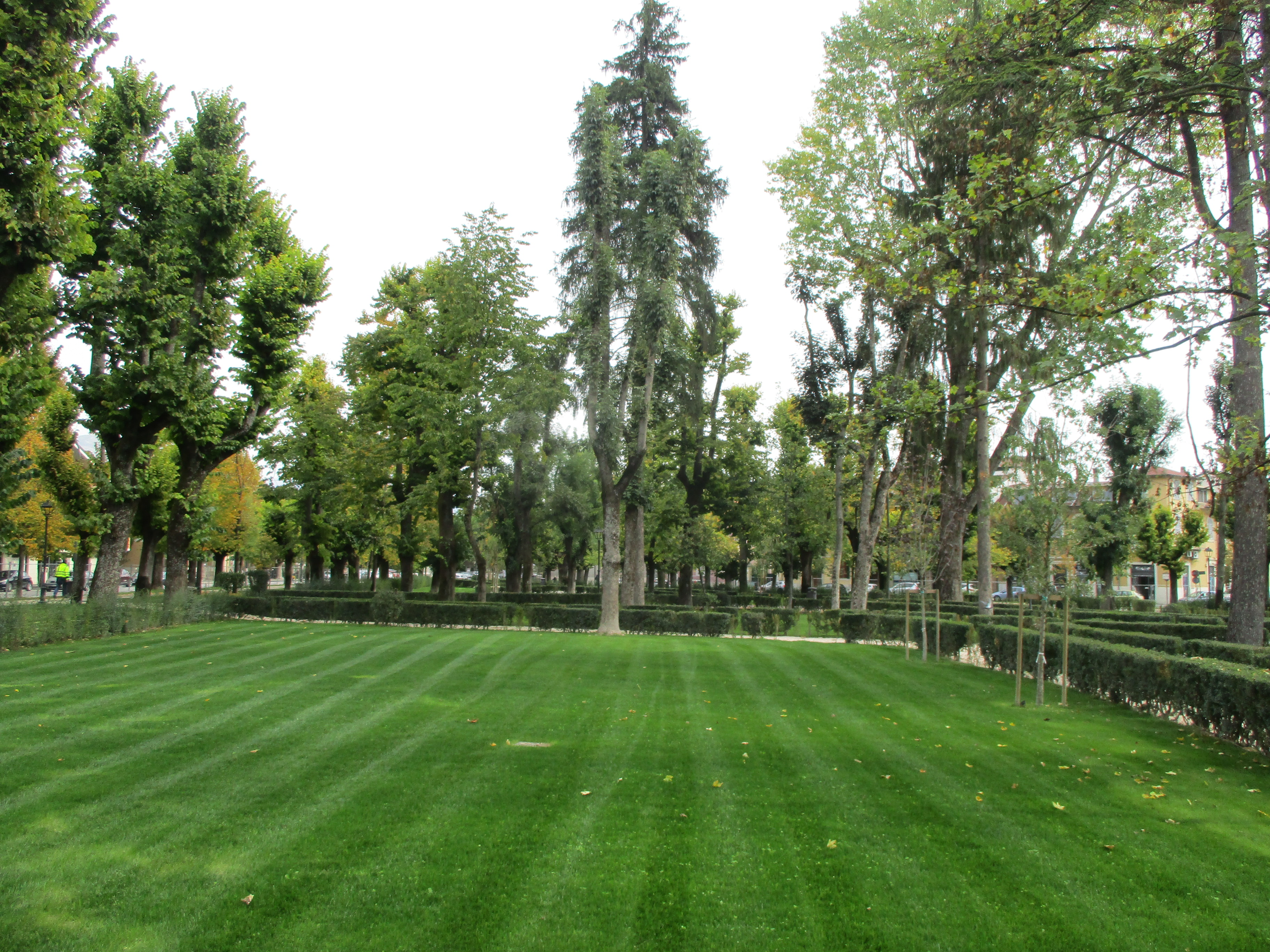
Piazza Torlonia ad Avezzano

Giulio Del Pelo Pardi nacque a Roma il 18 gennaio 1872. Nella capitale fin da giovanissimo, dopo aver conseguito il diploma del ginnasio inferiore, sviluppò la passione per le materie tecnico-agrarie diventando in breve tempo uno dei più noti agronomi e agrimensori italiani della seconda metà dell'Ottocento e del Novecento.
Fu autore di numerosi saggi inediti che risentirono della sua formazione classica, in particolare degli autori georgici, tanto che il sistema colturale da lui sperimentato e diffuso fu chiamato "Metodo Del Pelo Pardi".
Divenne direttore tecnico delle prime grandi aziende che operarono nel Fucino, ex lago ufficialmente prosciugato nel 1878 per opera di Alessandro Torlonia, per il quale alla fine del secolo ideò e realizzò i giardini romantici di villa Torlonia e il giardino all'italiana della piazza pubblica della città di Avezzano in Abruzzo. Fu impegnato anche in Umbria, nelle zone di Gubbio, Gualdo Tadino e Valfabbrica, e nel Lazio presso lo zuccherificio di Monterotondo e nella località di Tor Mancina, all'interno della contemporanea riserva naturale della Macchia di Gattaceca e Macchia del Barco.
Specializzato nella formazione e assistenza degli agricoltori aprì a Roma un ufficio tecnico-agrario e fondò la rivista specializzata Il Messaggero delle campagne.

## Opere
- Bonifiche antichissime. La malaria e i cunicoli del Lazio.
- Era conosciuto dagli antichi il granoturco? Esplorando la miniera inesplorata di Plinio il Vecchio.
- Il frumento fucense.
- Saggi di storia e tecnica dell'agricoltura.
- Sterquilinium (la concimaia).
- Revisione dell'antica storia.
- Femminilità e femminismo, Roma, Soc. An. Editrice Sapientia, 1925.
- Oltre il frammento: forme e decori della maiolica medievale orvietana. Il recupero della Collezione Del Pelo Pardi, opera-raccolta del 1999 di Maria Selene Sconci[2].